# Francisco José Arnáiz Zarandona
Francisco José Arnáiz Zarandona SJ (* 9. März 1925 in Bilbao, Spanien; † 14. Februar 2014 in Santo Domingo, Dominikanische Republik) war ein spanisch-dominikanischer Ordensgeistlicher und römisch-katholischer Weihbischof in Santo Domingo. Er galt als eine der wichtigsten Persönlichkeiten der Dominikanischen Katholischen Kirche.

## Leben
Francisco José Arnáiz Zarandona trat der Ordensgemeinschaft der Jesuiten bei, legte am 30. Mai 1941 die ewige Profess ab und empfing am 15. Juli 1955  die Priesterweihe. Er studierte klassische Geisteswissenschaften in Havanna, Kuba, und Philosophie an der spanischen Päpstlichen Universität Comillas. An der Päpstlichen Universität Gregoriana in Rom wurde er zum Dr. theol. promoviert. Er absolvierte weitere Studien in Psychologie, Psychiatrie und ignatianischer Spiritualität.
1961 kam er nach der Revolution Fidel Castros aus Kuba in die Dominikanische Republik. Er erlebte das Attentat auf Diktator Rafael Leónidas Trujillo Molina und den Wiederaufbau der katholischen Kirche. Francisco José Arnáiz Zarandona war Professor am San Ildefonso-Seminar in Aibonito, Puerto Rico, (1949–1952), Rektor des Noviziats von St. Stanislaus Kostka und Direktor des Ignatius-Seminarhauses in Havana (1959–1961). Er war Gründer und Direktor des Informations- und Sozialaktionszentrums CIAS in Santo Domingo. Er gründete das Zentrum für Bildung und Agraraktion (Cefasa) und war dessen Direktor von 1962 bis 1964. Er war von 1964 bis 1975 Direktor des Päpstlichen Seminars Santo Tomás de Aquino, der späteren Universidad Santo Tomás de Aquino in Santo Domingo.
Francisco José Arnáiz Zarandona war Begleiter von Erzbischof von Santo Domingo, Octavio Antonio Beras Rojas, beim Zweiten Vatikanischen Konzil. Von 1975 bis 2002 war er Sekretär der Bischofskonferenz der Dominikanischen Republik.
Papst Johannes Paul II. ernannte ihn am 17. August 1988 zum Weihbischof in Santo Domingo in der Dominikanischen Republik und Titularbischof von Leges. Johannes Paul II. persönlich spendete ihm am 6. Januar 1989 im Petersdom die Bischofsweihe; Mitkonsekratoren waren Edward Idris Cassidy, Substitut des Staatssekretariates, und José Tomás Sánchez, Sekretär der Kongregation für die Evangelisierung der Völker. Er war Bischofsvikar für die katholische Universität von Santo Domingo (1988), Präsident der Abteilung für das geweihte Leben der CELAM sowie Präsident der ADAA (Dominikanische Vereinigung der Selbstevaluation und Akkreditierung) der privaten Universitäten (1990–1995).
Am 31. Juli 2002 nahm Johannes Paul II. seinen altersbedingten Rücktritt an. Er starb im Februar 2014 nach gesundheitlichen Problemen im Alter von 88 Jahren.
Zu seinen Veröffentlichungen zählen 20 Bücher und mehr als 1.650 Artikel, die er als Kolumnist für das Magazin Listín Diario schrieb.
Francisco José Arnáiz Zarandona wurde die Staatsbürgerschaft der Dominikanischen Republik verliehen.